# جاك بيسون
جاك بيسون (بالفرنسية: Jacques Besson)‏ هو مهندس ورياضياتي فرنسي، ولد في 1540 في غرونوبل في فرنسا، وتوفي في 1573 في باريس في فرنسا.

## وصلات خارجية
- جاك بيسون على موقع الموسوعة البريطانية (الإنجليزية)